# Melanie Barbezat
Melanie Barbezat, coniugata Schnider (Bienne, 10 agosto 1991), è una giocatrice di curling svizzera.

## Carriera
Con la formazione composta da Silvana Tirinzoni, Alina Pätz ed Esther Neuenschwander ha vinto due Mondiali.

## Palmarès

### Mondiali
- Oro a Calgary 2021;
- Oro a Silkeborg 2019;

### Europei
- Argento a Tallinn 2018;
- Bronzo a Helsingborg 2019.